# Station Wesserling
Station Wesserling is een spoorwegstation in de Franse gemeente Fellering in het departement Haut-Rhin in de Elzas. Het station staat op het grondgebied van Fellering, maar bevindt zich nabij het gehucht Wesserling in de gemeente Husseren-Wesserling.

## Geschiedenis
Het station werd op 25 november 1863 geopend bij de opening van de sectie Thann - Wesserling.

## Ligging
Het station ligt op kilometerpunt 27,239 van de spoorlijn Lutterbach - Kruth.

## Diensten
Het station wordt aangedaan door treinen van TER Alsace tussen Mulhouse-Ville en Kruth.

## Toekomst
In de toekomst wordt het station mogelijk aangedaan door de Tram-Train Mulhouse-Vallée de la Thur.